# Ahermodontus ambrosi
Ahermodontus ambrosi är en skalbaggsart som beskrevs av Pardo Alcaide 1936. Ahermodontus ambrosi ingår i släktet Ahermodontus och familjen Aphodiidae. Inga underarter finns listade i Catalogue of Life.